# Čertova skala (Góry Kremnickie)

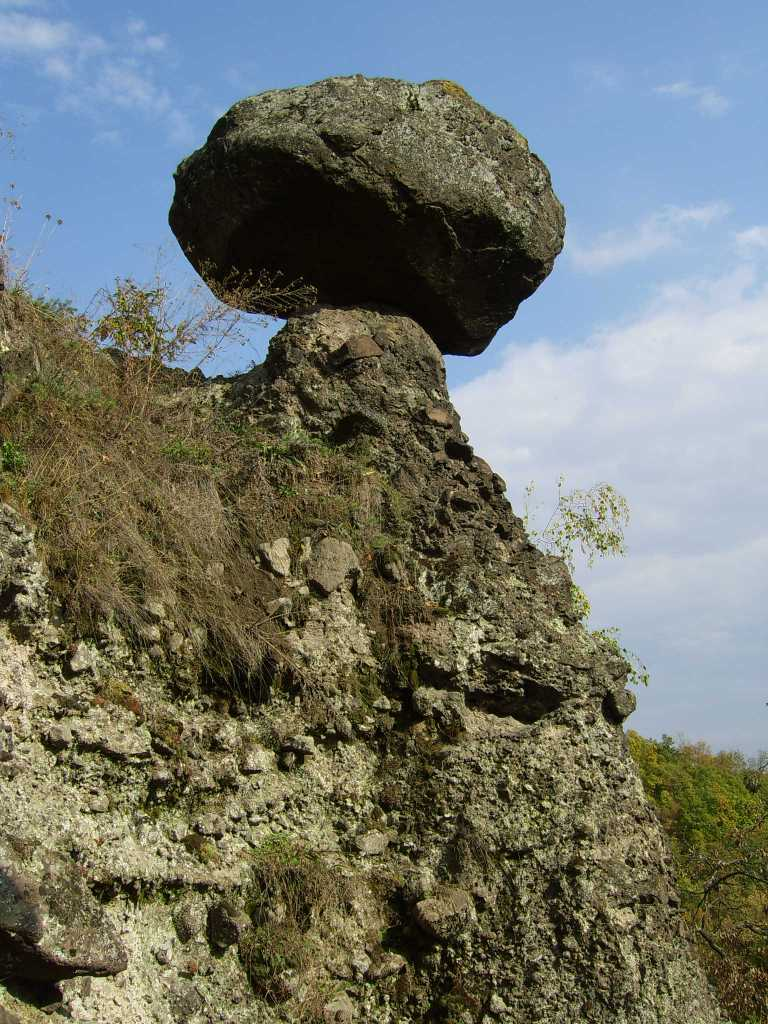
Skalny grzyb Čertova skala

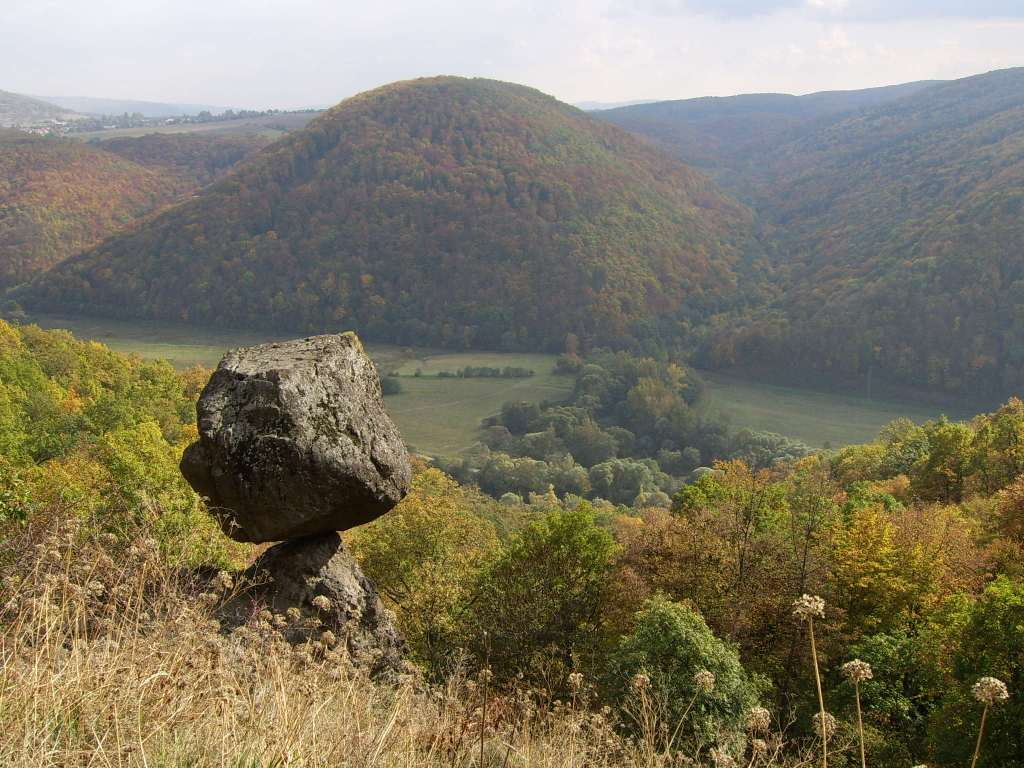
Widok na S na Góry Szczawnickie

Čertova skala (pol. Czarcia Skała) – twór geomorfologiczny w kształcie grzyba skalnego, znajdujący się w rezerwacie przyrody Boky (Národná prírodná rezervácia Boky) w Górach Kremnickich (Kremnické vrchy) na Słowacji.
„Kapelusz” grzyba ma kształt nieforemnej bryły o wymiarach 200 × 140 cm i wysokości 170 cm. Jego objętość szacowana jest na ok. 5 m³. Trzon wysokości ok. 60–70 cm wrasta w skalną ścianę o wysokości ok. 6 m i długości do 10 m. Przekrój trzonu, na którym opiera się kapelusz, ma wymiary zaledwie 40 × 50 cm.
Grzyb powstał w wyniku nierównomiernego wietrzenia skał o zróżnicowanej odporności: twardszego andezytu, z którego zbudowany jest kapelusz (uważany za starą bombę wulkaniczną) i miększego tufu andezytowego, formującego trzon. Czasami podawana jest informacja, jakoby kapelusz był chybotliwie usytuowany na trzonie tak, że można nim poruszać, lecz nie jest to prawdą.
Odsłonięcie przedstawia osady potoku piroklastycznego, który pojawił się podczas wybuchu tzw. stratowulkanu Štiavnica ok. 13 mln lat temu. Stratowulkan Štiavnica, aktywny w neogenie, był największym wulkanem łuku karpackiego.
Z Czarcią Skałą związanych jest kilka ludowych podań. Najpopularniejsze z nich mówi o diable, który chciał ukarać mieszkańców Budčy przez zagrodzenie wąskiej w tym miejscu doliny Hronu i zalanie terenu wsi. W tym celu w nocy wyrwał w górach wielki kamień i chciał go zawlec do doliny. Jednak na stoku nad wsią zastał go świt: gdy padły na niego pierwsze promienie słońca (lub też gdy zapiał pierwszy kur) diabeł skamieniał z głazem na plecach.
Koło Czarciej Skały przebiega zielony szlak turystyczny oraz znajduje się jeden z przystanków ścieżki przyrodniczej Budča – Hronská Dúbrava.